# Les Contes de Grimm pour grandes personnes
Pour plus de détails, voir Fiche technique et Distribution.
Les Contes de Grimm pour grandes personnes (Grimms Märchen von lüsternen Pärchen) est une comédie érotique ouest-allemande réalisée par Rolf Thiele et sortie en 1969.

## Synopsis
Deux compagnons maladroits sont en vadrouille à la manière de Jean le Chanceux. Mais ils rencontrent aussi Blanche-Neige, qui préfère grimper nue sur un rocher, poursuivie par la méchante reine rousse qui aime aussi se mettre à nu. L'étape suivante est le château ensorcelé de la Belle au bois dormant. Cette jeune fille endormie ne peut être réveillée que provisoirement de son sommeil moribond par un baiser, mais pour le reste, seul un coït peut la réveiller définitivement. Mais comme les artisans se révèlent impuissants, la pauvre fille continue d'errer dans la forêt des contes de fées à la recherche d'une aventure d'un soir.
La troisième grande histoire est celle de Cendrillon et de ses sœurs venimeuses. En plus de l'intrigue principale, le film est agrémenté de nombreux éléments de contes de fées tels que la sorcière, la fleur magique ou les enfants royaux transformés en animaux.

## Fiche technique
- Titre français : Les Contes de Grimm pour grandes personnes[1]
- Titre original allemand : Grimms Märchen von lüsternen Pärchen[2]
- Réalisateur : Rolf Thiele
- Scénario : Rolf Thiele
- Photographie : Wolf Wirth (de)
- Montage : Waltraut Hopp
- Musique : Bernd Kampka (de)
- Décors : Maleen Pacha
- Production : Walter Tjaden
- Sociétés de production : Caro-Film GmbH
- Pays de production :  Allemagne de l'Ouest
- Langue originale : allemand
- Format : couleurs par Eastmancolor - 1,66:1 - Son mono - 35 mm
- Durée : 90 minutes
- Genre : comédie érotique
- Dates de sortie :
  - Allemagne de l'Ouest : 29 août 1969
  - France : 17 décembre 1969

## Distribution
- Walter Giller : Hans I
- Ingrid van Bergen : Reine
- Gaby Fuchs : La Belle au bois dormant
- Marie Liljedahl : Blanche-Neige
- Eva Rueber-Staier : Cendrillon
- Kitty Kino : la première belle-sœur de Cendrillon
- Evelyn Dutree : la deuxième belle-sœur de Cendrillon
- Peter Hohberger : Heinz
- Hugo Lindinger : Paysan
- Isolde Stiegler : Vieille femme
- Roswitha Birkle : Jorinde
- Stefan Seitz : Joringel
- Milos Gvozdich : Prince